# Південно-Алданський залізорудний район
Південно-Алданський залізорудний район — на півдні Якутії. Південно-Алданський залізорудний район — важлива база для формування Південно-Якутського територіально-виробничого комплексу.

## Характеристика
Запаси залізних руд промислових категорій 1456 млн т; пов'язані з архейськими породами. Потужність рудних тіл 30…110 м, протяжність 270…750 м. Руди магнетитові, вміст заліза в них 30-45%.